# Juan Pablo Venegas Schaefer
Juan Pablo Venegas Schaefer (Perú, 6 de febrero de 2000) es un baloncestista peruano que se desempeña como base en el Club Atlético Obras Sanitarias de la Nación de la Liga Nacional de Básquet de Argentina.

## Trayectoria

### Clubes
| Club         | País      | Año             |
| ------------ | --------- | --------------- |
| Obras Basket | Argentina | 2017 - Presente |